# Naturwissenschaftlicher Verein Karlsruhe
Der Naturwissenschaftliche Verein Karlsruhe e. V. ist ein sich mit Naturkunde beschäftigender naturwissenschaftlicher Verein in Karlsruhe und besteht seit der Gründung durch Alexander Braun im Jahr 1840.

## Geschichte
Der Verein zählt zu den ältesten seiner Art in Deutschland. Braun versammelte namhafte Geologen, Biologen, Mediziner, Physiker, Chemiker und Meteorologen um sich, die im Rahmen des Vereins für naturwissenschaftliche Mitteilungen monatlich ihre Forschungsergebnisse präsentierten und diskutierten. 1862 trat der Verein mit neuem Statut als Naturwissenschaftlicher Verein in Erscheinung und erlebte im Folgenden seine erste Glanzzeit, in der die Mitgliederzahl bald auf über 100 anstieg. In den 1880er Jahren führte Heinrich Hertz auf einer Sitzung des Vereins erstmals seine bahnbrechenden Versuche zur Existenz und Ausbreitung elektromagnetischer Wellen der Öffentlichkeit vor.

## Neuzeit
Heute wie damals ist der Naturwissenschaftliche Verein eng mit dem Naturkundemuseum Karlsruhe verbunden und fördert die Fachgebiete der Geowissenschaften, Botanik und Zoologie sowie alle Bereiche des Naturschutzes. Der Verein pflegt die Fachgebiete in seinen Arbeitsgemeinschaften, durch Vortragsveranstaltungen, Exkursionen und Veröffentlichungen.
Der Verein gibt jährlich zusammen mit dem Naturkundemuseum und dem Referat Naturschutz und Landschaftspflege am Regierungspräsidium Karlsruhe die Zeitschrift Carolinea (bis 2012 Carolinea – Beiträge zur naturkundlichen Forschung in Südwestdeutschland, vor 1982 nur Beiträge zur naturkundlichen Forschung in Südwestdeutschland genannt) heraus. Durch seine Arbeit will der Verein in der Öffentlichkeit die Kenntnis von Naturzusammenhängen und -phänomenen vertiefen.

## Ehrenmitglied
- Ernst Wagner, 1908
- Volkmar Wirth, 2012